# 蘭喬阿里瓦
蘭喬阿里瓦（西班牙語：Rancho Arriba），是多明尼加共和國的城鎮，位於該國南部，由聖荷西省負責管轄，面積203.53平方公里，2012年人口12,586，人口密度每平方公里62人。